# Les Cases de Bàrcena
Les Cases de Bàrcena és una pedania de la ciutat de València, pertanyent al districte dels Poblats del Nord.

## Geografia
Situat a l'Horta Nord, limita al nord amb Foios, a l'est amb Meliana, al sud-est amb Almàssera, al sud-oest amb Bonrepòs i Mirambell i al nord-oest amb Vinalesa. El seu nucli urbà, encara que molt poc dens, tendeix a unir-se amb el de Bonrepòs i Mirambell i el d'Almàssera, encara que la unió no ha arribat a produir-se totalment. L'antiga carretera nacional de Barcelona, actual CV-300, creua el nucli de sud a nord esdevenint l'eix central.

## Història
Les Cases de Bàrcena va néixer al costat de l'alqueria coneguda en el Llibre del Repartiment com Nacarella o Macarella. Eclesiàsticament va pertànyer a la parròquia de Bonrepòs fins al segle xviii, quan va passar a dependre de la de Foios, encara que en 1902 va passar altra vegada a la de Bonrepòs, a la qual segueix pertanyent.

## Demografia
| Població | 438 | 508 | 614 | 896 | 557 | 678 | 596 | 545 | 429 | 405 | 398 |

## Monuments

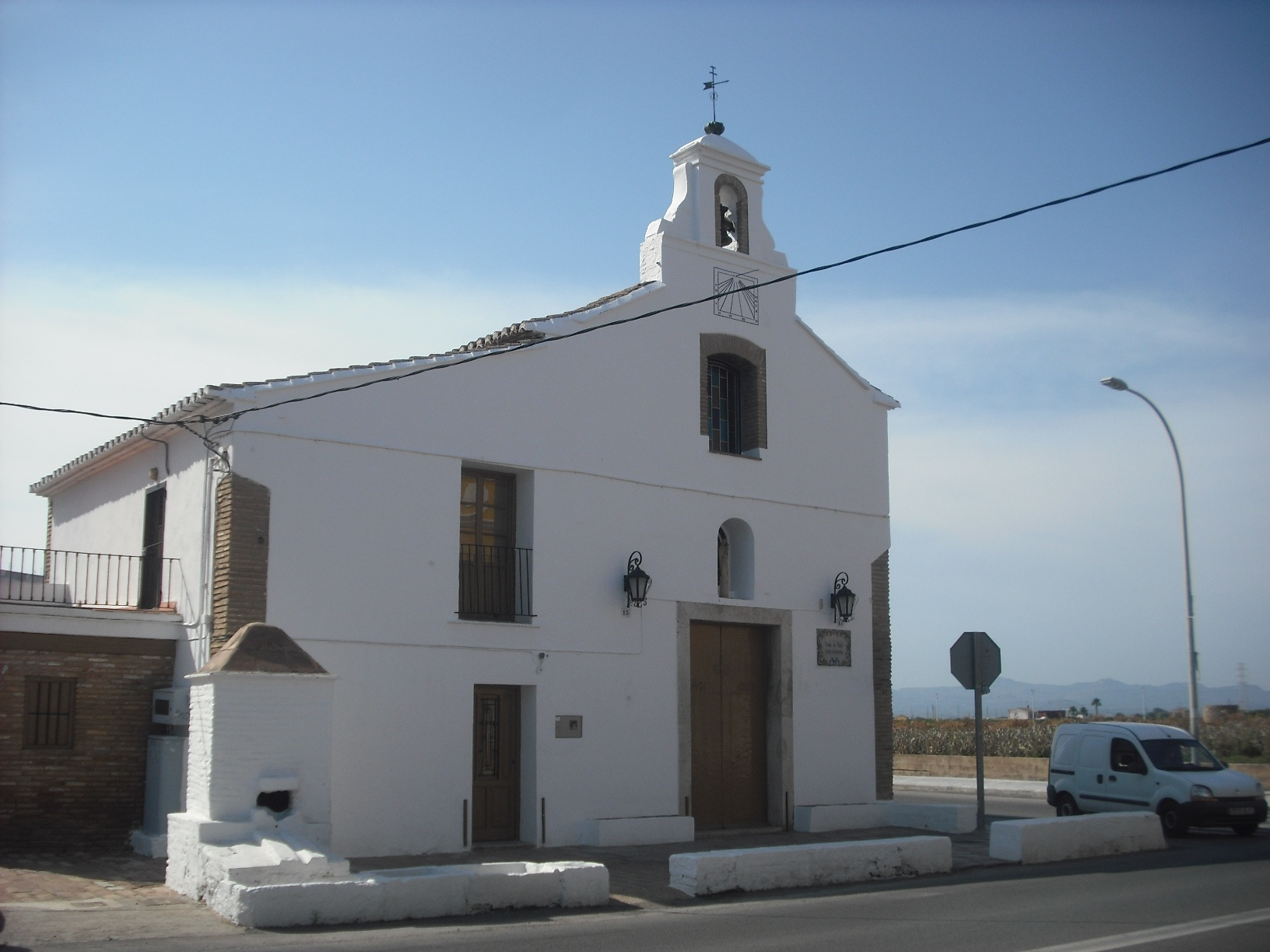
Ermita de la Mare de Déu del Pilar.

- Ermita de la Mare de Déu del Pilar. De meitat del segle xviii, se situa a la vora de la carretera de Barcelona. És una construcció petita que compta amb un pou en la seua porta.[1]
- Alqueria del Pi. De finals del segle xvi, se situa separada del nucli a la vora del barranc del Carraixet. Es tracta d'un exemple de típica alqueria valenciana tot i estar en estat ruïnós.

## Política
Les Cases de Bàrcena depén de l'ajuntament de València en consideració de barri del districte de Poblats del Nord. No obstant això, donada la seva condició de poblament rural, compta, d'acord amb les lleis estatals i autonòmiques pertinents, amb un alcalde de barri que s'encarrega de vetllar pel bon funcionament del barri i de les relacions cíviques, signar informes administratius i elevar a l'ajuntament de la ciutat les propostes, suggeriments, denúncies i reclamacions dels veïns. Aquest ajuntament s'encarrega també de les de Mauella, Teuladella, Rafalell i Vistabella.

## Cultura
Les Cases de Bàrcena dedica les seues festes a la Verge del Pilar i la del Rosari. A més, participa amb una falla en les Falles de València. Així mateix, compta amb una seu la Universitat Popular, en la qual es realitzen activitats culturals, expressió plàstica i corporal i formació ocupacional, entre d'altres.